# Pars pro toto
Pars pro toto es un término en latín cuyo significado es «una parte por el todo».
- En lingüística, es una sinécdoque que se emplea usando una parte de una cosa (objeto, nombre, característica, etc.) para representar la totalidad de la misma; siendo su contrario el totum pro parte, en el que se utiliza el todo para describir una parte.[2]
- En iconografía, es un dispositivo común donde el ícono de un particular representa un conjunto completo de características.
- En retórica clásica, se emplea como técnica de engañar a los interlocutores u oyentes al dar solo una parte de la información, sugiriendo —habitualmente por omisión— que es la información completa.

En ocasiones, el uso lingüístico de esta figura retórica, sobre todo en un contexto geográfico, étnico o político, puede llegar a causar malestar y dar lugar a polémicas e imprecisiones. Históricamente, esto fue el caso del uso en Occidente de la palabra Rusia para referirse a toda la Unión Soviética (y, del mismo modo, del gentilicio ruso para todos los habitantes de los Estados soviéticos). Actualmente, el uso de la palabra Holanda para referirse a Países Bajos, muy arraigado en algunos idiomas, puede causar malestar en neerlandeses que no son oriundos de la región holandesa (lo mismo se aplica al gentilicio holandés y el idioma holandés para hacer referencia al neerlandés).

## Ejemplos de uso retórico
- Uso propagandístico en tiempos de guerra: «Nuestras tropas han avanzado causando bajas en el enemigo», omitiendo el resultado negativo de la batalla en su totalidad u obviando una desfavorable situación general.

## Ejemplos de uso lingüístico

### Partes del cuerpo para referirse a personas (general)
- Cabezas: «Hemos reunido a más de mil cabezas para la manifestación».
- Manos: «Necesitamos muchas manos para acabar el trabajo antes de Navidad».
- Pies: «Miles de pies recorrerán estas calles este fin de semana».
- Bocas: «Tenemos que alimentar a más de cien bocas».
- Ojos: «Cuidado, hay demasiados ojos en esta habitación».
- Orejas: «El gobierno tiene orejas por todas partes».
- Lenguas: «Dicen las malas lenguas que la culpa es vuestra».
- Mentes: «Este país cuenta con algunas mentes brillantes».

### Objetos para referirse a personas (ocupaciones)
En estos casos, un objeto representativo que forma parte del equipo o indumentaria de una persona se usa para referirse a la persona en sí:
- Raqueta para un tenista: «Mateo, raqueta n.º 1 del equipo masculino, recibió el premio ayer».
- Cinturón para un artista marcial: «Tenemos a más de diez cinturones negros en el club».
- Galones para un oficial de alto grado: «Hay muchos galones aquí hoy».
- Camisas negras para algunos milicianos: «He visto a muchos camisas negras acampando en el valle».

### Otros
- Techo para una casa o vivienda: «Mucha gente se quedará sin techo este invierno».
- Ruedas para un vehículo: «Muchos amantes de las dos ruedas han acudido este fin de semana al evento».
- Hombre para la raza humana: «Durante milenios, el hombre ha aprovechado su superioridad intelectual sobre las demás especies».

### Geografía y lenguas

#### Usos muy comunes en la actualidad
- Inglaterra para Reino Unido
- Gran Bretaña para Reino Unido
- Holanda para los Países Bajos

- Un uso común se hace de las ciudades capitales para referirse al país o territorio entero (a veces de forma personificada):
  - Estados Unidos: «Washington respondió con un rotundo no».
  - Unión Europea: «Bruselas ha emitido un nuevo comunicado».
  - Rusia: «Se había hecho hace años con el apoyo de Moscú».
  - España; Reino Unido: «Madrid no se ha doblegado ante las exigencias de Londres».

#### Otros ejemplos actuales
- Amazonas para la Amazonía
- Antigua para Antigua y Barbuda
- Los Balcanes para la totalidad del territorio del sureste europeo (más allá de la península balcánica)
- Bosnia para Bosnia y Herzegovina
- Iquitos para la Amazonia peruana

#### Ejemplos históricos
- Alemania para el antiguo Sacro Imperio Romano Germánico
- Austria para los antiguos Imperio austríaco e Imperio Austrohúngaro
- Bohemia para los antiguos Países checos (ahora parte de la República Checa)
- Cuzco para el antiguo Imperio Incaico
- Egipto para el antiguo Imperio Egipcio
- Perú para el antiguo Imperio Incaico
- Portugal para el antiguo Reino Unido de Portugal, Brasil y Algarve
- Prusia para el antiguo Imperio Alemán
- Rusia para la antigua Unión Soviética
- Turquía para el Imperio Otomano

#### Gentilicios
- Chino se suele generalizar, a veces en sentido peyorativo, para designar a personas procedentes del Este de Asia y el Sureste Asiático.
- Gallego se usa en algunos países latinoamericanos para designar a una persona de origen o nacionalidad españoles en general.
- Holandés, se usa para referirse a un neerlandés.
- Inglés, se usa para referirse a un británico.

#### Idiomas
- Holandés usado para referirse al idioma neerlandés.

### Marcas
Algunas marcas se usan por antonomasia para referirse a ciertos objetos o servicios, que pueden abarcar otras marcas y distintas características:
- Jeep para cualquier todoterreno o vehículo utilitario.
- Google para cualquier motor de búsqueda.
- Photoshop para cualquier software de edición de imágenes.

Sin embargo, cuando se produce una generalización de la marca, no se considera un pars pro toto sino un sustantivo común (ej. queroseno, yoyó, chupachús, táper, etc.).